# Liste der Kulturdenkmäler in Rückweiler
In der Liste der Kulturdenkmäler in Rückweiler sind alle Kulturdenkmäler der rheinland-pfälzischen Ortsgemeinde Rückweiler aufgeführt. Grundlage ist die Denkmalliste des Landes Rheinland-Pfalz (Stand: 12. Juni 2023).

## Einzeldenkmäler
| Bezeichnung                       | Lage                    | Baujahr | Beschreibung                                                                                    | Bild                           |
| --------------------------------- | ----------------------- | ------- | ----------------------------------------------------------------------------------------------- | ------------------------------ |
| Quereinhaus                       | Freisener Straße 2 Lage | um 1850 | stattliches Quereinhaus, wohl um 1850                                                           | BW                             |
| Katholische Pfarrkirche Herz Jesu | Hauptstraße 18 Lage     | 1907    | neugotischer sandsteingegliederter Brekzie-Saalbau, 1907, Architekt Wilhelm Hector, Saarbrücken | weitere Bilder Fotos hochladen |